# Narodowa Partia Liberalna (Liban)
 Narodowa Partia Liberalna lub też Ahrar (arab. حزب الوطنيين الأحرار, Hizbu-l-waTaniyyīni-l-aHrār) – libańska partia polityczna, formalnie świecka, ale ciesząca się poparciem przede wszystkim ludności chrześcijańskiej.
Partia została założona w 1958 roku przez Kamila Szamuna. W latach 60. nawiązała sojusz z Kataeb. W 1968 roku utworzono jej zbrojne skrzydło, „Tygrysy”. W 1976 roku przystąpiła do nacjonalistycznego Frontu Libańskiego, a milicja partyjna weszła w skład Sił Libańskich. W wyniku konfliktu z Falangami, „Tygrysy” zostały podporządkowane Baszirowi Dżemajelowi, ale sama NPL zachowała niezależność. Kamil Szamun przekazał władzę w partii swojemu młodszemu synowi, Dany’emu, a po jego śmierci przywództwo objął Dory Szamun. W latach 90. wzięła udział w antysyryjskim bojkocie wyborów parlamentarnych (1992, 1996 i 2000). Obecnie jest członkiem Sojuszu 14 Marca.